# Divini Redemptoris

Brasão pontifício de Pio XI

Divini Redemptoris é uma carta encíclica publicada pelo Papa Pio XI em 19 de março de 1937 (dia festa de São José na Igreja Católica) sobre o comunismo ateu.

## Índice
1. Introdução
2. Atitude da Igreja perante o comunismo
Condenações anteriores
Atos do presente pontificado
Necessidade de um novo documento solene
3. Doutrina e frutos do comunismo
Doutrina
Falso ideal
Materialismo evolucionista de Marx
A que se reduzem o homem e a família
Em que se converteria a sociedade
Difusão
Promessas fascinadoras
O liberalismo preparou o caminho ao comunismo
Propaganda astuta e vastíssima
Conspiração do silêncio na imprensa
Deploráveis consequências
Rússia e México
Horrores do comunismo em Espanha
Frutos naturais do sistema
Luta contra tudo o que se chama Deus
O terrorismo
Um pensamento paternal aos povos oprimidos na Rússia
4. Luminosa doutrina da Igreja, oposta ao comunismo
Suprema realidade: Deus!
Que são o homem e a família, segunda a razão e a fé
O que é a sociedade
Mútuos direitos e deveres entre o homem e a sociedade
A ordem econômico-social
Hierarquia social e prerrogativas do Estado
A beleza desta doutrina da Igreja
Será verdade que a Igreja não procedeu segundo a sua doutrina?
5. Remédios e meios
Necessidade de recorrer a meios de defesa
Renovação da vida cristã
Remédio fundamental
Desapego dos bens terrenos
Caridade cristã
Deveres de estrita justiça
Justiça social
Estudo e difusão da Doutrina Social
Premunir-se contra as ciladas do comunismo
Oração e penitência
6. Ministros e auxiliares desta obra social da Igreja
Os sacerdotes
A Acção Católica
Organizações auxiliares
Organizações de classe
Apelo aos operários católicos
Necessidade de concórdia entre os católicos
Apelo a todos os que crêem em Deus
Deveres do Estado cristão
Ajudar a Igreja
Providências do bem comum
Prudente e sóbria administração
Deixar liberdade à Igreja
Apelo paterno aos transviados
7. Conclusão
São José, modelo e patrono

## Introdução
Na introdução, o Papa Pio XI chama o comunismo de perigo ameaçador: "é do comunismo, denominado bolchevista e ateu, que se propõe como fim peculiar revolucionar radicalmente a ordem social e subverter os próprios fundamentos da civilização cristã." (n. 3)

## Atitude da Igreja perante o Comunismo
Neste capítulo recorda que a condenação do comunismo pela Igreja é antiga e que já vinha desde 1846 na Encíclica Qui pluribus onde Pio IX foi textual: "Para aqui (tende) essa doutrina nefanda do chamado comunismo, sumamente contrária ao próprio direito natural, a qual, uma vez admitida, levaria à subversão radical dos direitos, das coisas, das propriedades de todos e da própria sociedade humana".
Relembra ainda Leão XIII, na sua Encíclica Quod Apostolici muneris de 1878, na qual afirmava, de modo contundente, a respeito do comunismo: "Peste mortífera, que invade a medula da sociedade humana e a conduz a um perigo extremo".
Repassa também os atos, alocuções e documentos do próprio pontificado dentre os quais se sobressai a encíclica Quadragesimo anno, de 15 de maio de 1931, em que reitera as razões e motivos da condenação do comunismo. Não obstante tudo isto, expõe a necessidade de uma manifestação pública solene em documento específico.

## Pensamentos
Nesta encíclica, o Papa Pio XI criticou os bolchevistas e ateus que pregavam que o comunismo era o "novo evangelho e mensagem salvadora de redenção". Ele considerou que o comunismo era um "sistema cheio de erros e sofismas, igualmente oposto à revelação divina e à razão humana; sistema que, por destruir os fundamentos da sociedade, subverte a ordem social, que não reconhece a verdadeira origem, natureza e fim do Estado; que rejeita enfim e nega os direitos, a dignidade e a liberdade da pessoa humana". (Encíclica Divini Redemptoris, n. 14)